# Argimiro Rico Trabada
Argimiro Rico Trabada (San Bernabel, Baleira, 14 de setembre de 1905 - Montecubeiro, 16 d'octubre de 1937) va ser un mestre i polític gallec.
Va treballar com a professor i va estudiar magisteri a l'Escola Normal de Santiago de Compostel·la (1924-1927). Va ser professor a les escoles de la Fontaneira i San Bernabel. Va organitzar i va ser director de la Unió Cultural Sant Bernabé. Va organitzar la festa de l'arbre a l'escola St. Bernabel el 10 de maig de 1934. I va visitar regularment Montecubeiro, d'on provenia la seva mare, participant en activitats culturals desenvolupades per la Unió de Pagesos de Montecubeiro i en mítings, com el 14 d'abril de 1936, per celebrar la festa de la República, en què va pronunciar un discurs defensant la cultura com a factor d'alliberament.
L'octubre de 1937 un grup de falangistes el van anar a buscar a la casa i el van portar lligat a la muntanya. En una taverna del camí es van aturar a beure, deixant Argimiro lligat a la façana; en sortir, li van donar una puntada de peu i el van insultar. Van continuar caminant fins al lloc escollit on se li van tallar els testicles i la llengua. Li van introduir els testicles a la boca abans que morís, i li arrancaren els ulls. Tot seguit li dispararen varis trets amb una escopeta de caça fins a destrossar-li el crani tal com es va poder comprovar al recuperar-ne el cadàver totalment destrossat.